# Richard Genée
Franz Friedrich Richard Genée, né le 7 février 1823 à Dantzig et mort le 15 juin 1895 à Baden (Autriche), est un librettiste et compositeur qui prit la nationalité autrichienne. Il composa de nombreuses opérettes, typiques de l'atmosphère viennoise de l'Empire de François-Joseph. Une rue lui est dédiée à Vienne, dans le quartier de Hietzing. 

## Biographie
Richard Genée est le fils du chanteur d'opéra (basse) et directeur du Théâtre de la Ville de Danzig, Friedrich Genée (1795-1856). Il étudie d'abord la médecine, puis la musique, notamment la composition avec A. Stahlknecht à Berlin. En 1848, il est engagé comme chef d'orchestre du théâtre à Reval (aujourd'hui Talinn) et Riga, en 1852-1853 à Cologne, Düsseldorf, Aix-la-Chapelle et Danzig, en 1857 à Mayence, de 1864 à 1865 au Théâtre national de Prague, puis à l'Opéra de cour de Schwerin et au Deutsche Oper à Amsterdam.
Dès 1868, grâce à son ami Friedrich von Flotow, Genée est chef d'orchestre au Theater an der Wien à Vienne. C'est alors qu'il commence sa collaboration avec le librettiste Camillo Walzel qui écrivait sous le pseudonyme de Friedrich Zell, et qui correspond à l'âge d'or de l'opérette viennoise. Il écrit un certain nombre de livrets pour opérettes de Johann Strauss II, Carl Millöcker, Franz von Suppé, Carl Michael Ziehrer entre autres. Deux des opérettes les plus célèbres, dont il a co-écrit les paroles sont Die Fledermaus de Johann Strauss (avec Karl Haffner) et Der Bettelstudent de Millöcker (avec Franz Zell). Il compose  en 1876 Der Seekadett.
Genée passe l'hiver à Berlin et l'été à Vienne, ou dans sa maison à Baden où il meurt lors d'un séjour thermal le 17 juin 1895. Il est enterré dans le cimetière de cette ville.

## Œuvres
- 1856 Polyphène, ou un aventurier de Martinique
- 1857 Der Geiger aus Tirol
- 1860 Der Liebesring
- 1860 Ein Trauerspiel
- 1861 Ein Narrentraum
- 1862 Die Generalprobe
- 1862 Der Musikfeind
- 1862 Die Herren von der Livrée
- 1863 Die Talismänner
- 1864 Rosita
- 1866 Der schwarze Prinz (Le Prince noir)
- 1866 Die Zopfabschneider
- 1868 Am Runenstein
- 1876 Der Seekadett
- 1877 Nanon, die Wirthin vom Goldenen Lamm
- 1877 Im Wunderland der Pyramiden
- 1878 Die letzten Mohikaner (Les derniers Mohicans)
- 1879 Gräfin Dubarry
- 1880 Nisida
- 1881 Rosina
- 1881 Der lustige Krieg
- 1882 Der Bettelstudent
- 1884 Gasparone
- 1885 Eine gemachte Frau
- 1885 Zwillinge
- 1886 Die Piraten
- 1890 Der arme Jonathan
- 1893 Die wachsame Schildwache